# James McNerney
Walter James "Jim" McNerney, Jr. (Providence, Rhode Island, 22 de agosto de 1949) é um empresário americano. Em 30 de junho de 2005 foi nomeado director da The Boeing Company. Antes disso, McNerney foi o presidente e diretor executivo da 3M. Ele tinha sido um membro do conselho de administração a Boeing desde 2001. Ele também é membro da diretoria da Procter & Gamble. McNerney é um actual membro da Northwestern University Board of Trustees.
Com mais de 153.000 empregados, a Boeing é a maior fabricante de aviões comerciais e militares jetliners, com capacidades de asas rotativas, electrónica e sistemas de defesa, mísseis, satélites e sistemas avançados de informação e comunicações.
McNerney aderiu a General Electric em 1982. Lá, ocupou cargos executivos de topo, incluindo presidente e CEO da GE Aircraft Engines e GE Iluminação; presidente da GE Ásia-Pacífico, presidente e CEO da GE Distribuição Elétrica e Controle; Vice-presidente executivo da GE Capital, uma das maiores do mundo de serviços financeiros as empresas, e presidente da GE Information Services. McNerney competiu com Bob Nardelli e Jeff Immelt para suceder ao aposentar Jack Welch como presidente e CEO da General Electric. Antes de entrar para a GE, McNerney trabalhou como consultor de gestão na McKinsey 1978-1982.
No seu tempo livre McNerney desfruta velejar com sua família, golfe, hóquei e jogar Xbox assistir um dos seus esportes favoritos na televisão.